# Michael Wilkes
Sir Michael John Wilkes, KCB, CBE (* 11. Juni 1940 in Steep, Hampshire, England; † 27. Oktober 2013) war ein britischer Offizier der British Army, der zuletzt als General zwischen 1993 und 1995 Generaladjutant des Heeres (Adjutant-General to the Forces) war und zudem von 1995 bis 2000 als Vizegouverneur von Jersey fungierte.

## Leben

### Offiziersausbildung, Offizier und Stabsoffizier
Michael John Wilkes, Sohn von Oberstleutnant Jack Wilkes, OBE, MC, und dessen Ehefrau Phyllis Wilkes, begann nach dem Besuch der King’s School in Rochester eine Offiziersausbildung an der Royal Military Academy Sandhurst (RMAS) und wurde nach deren Abschluss am 16. Dezember 1960 als Leutnant (Second Lieutenant) in die Royal Artillery übernommen. In den folgenden Jahren fand er zahlreiche Verwendungen als Offizier und Stabsoffizier und wurde am 16. Juni 1962 zum Oberleutnant (Lieutenant) sowie am 31. Dezember 1972 zum Major befördert. Nach seiner Beförderung zum Oberstleutnant (Lieutenant-Colonel) am 30. Juli 1977 wurde er als Nachfolger von Oberstleutnant Tony Jeapes 1977 Kommandeur des 22 Special Air Service Regiment in Hereford und für seine Verdienste im Rahmen der sogenannten „New Year Honours“ am 1. Januar 1980 mit dem Offizierskreuz des Order of the British Empire (OBE) ausgezeichnet. 1982 wurde er als Kommandeur des 22 SAS von Oberstleutnant Michael Rose abgelöst.
Wilkes wurde am 30. Juni 1982 zum Oberst (Colonel) befördert und war nach weiteren Verwendungen zwischen Januar 1984 und Dezember 1985 als Brigadegeneral (Brigadier) zunächst Kommandeur der 22. Panzerbrigade (Commanding, 22nd Armoured Brigade) sowie im Anschluss als Nachfolger von Brigadegeneral John Foley von Januar 1986 bis zu seiner erneuten Ablösung durch Brigadegeneral Michael Rose im Juni 1988 Leiter des Referats Speziale Lufteinheiten (Director, Special Air Service) beziehungsweise seit 1987 Leiter des Referats Spezialeinheiten (Director, Special Forces) im Verteidigungsministerium (Minstry of Defence). Am 17. Juni 1988 wurde ihm der kommissarische Rang eines Generalmajors (Acting Major-General) verliehen, woraufhin er als Nachfolger von Generalmajor Edward Jones Kommandeur der 3. Panzerdivision (3rd Armoured Division). Auf diesem Posten verblieb er bis zum 8. Juni 1990, woraufhin Generalmajor Christopher Wallace ihn ablöste. Für seine Verdienste wurde er am 11. Juni 1988 zum Commander des Order of the British Empire (CBE) ernannt. Am 2. November 1988 wurde er zum Generalmajor (Major-General) befördert, wobei diese Beförderung rückwirkend zum 7. Oktober 1987 erfolgte.
Nach seiner Beförderung zum Generalleutnant (Lieutenant-General) am 13. August 1990 mit Rückwirkung zum 11. August 1990 wurde Michael Wilkes Nachfolger von Generalleutnant Sir David Ramsbotham als Kommandeur der Feldarmee (Commander, United Kingdom Field Army). Er verblieb in dieser Funktion bis März 1993, woraufhin erneut Generalleutnant Sir Michael Rose ihn ablöste. Er wurde am 1. September 1990 zudem zum Oberstkommandant (Colonel Commandant) des Royal Regiment of Artillery ernannt sowie im Zuge der „New Year Honours“ am 31. Dezember 1990 zum Knight Commander des militärischen Zweiges des Order of the Bath (KCB (Mil)) geschlagen, woraufhin er fortan den Namenszusatz „Sir“ trug. Des Weiteren wurde er 1992 Nachfolger von General Richard Trant als Oberstkommandant und Präsident der Honourable Artillery Company, ein Regiment der britischen Territorial Army und eine gemeinnützige Organisation, und hatte diese Funktion bis zu seiner Ablösung durch General Sir Alexander Harley 1998 inne.

### General und Vizegouverneur von Jersey
Zuletzt wurde Sir Michael John Wilkes als General im Mai 1993 wiederum Nachfolger von General Sir David Ramsbotham als Generaladjutant des Heeres (Adjutant-General to the Forces) und war als solcher bis zu seiner anschließenden abermaligen Ablösung durch General Sir Michael Rose im Juli 1995 im Verteidigungsministerium zuständig für die Entwicklung der Personalpolitik und Unterstützung der Armee.
Im September 1995 übernahm er als Nachfolger von Air Marshal Sir John Sutton die Ämter als Vizegouverneur und Oberkommandierender von Jersey (Lieutenant Governor and Commander-in -Chief of Jersey). Diese Funktionen hatte er bis zum 12. Oktober 2000 inne und wurde daraufhin von Air Chief Marshal Sir John Cheshire abgelöst. Am 20. November 1995 wurde er zudem Knight des Order of Saint John. Zuletzt war er in der Privatwirtschaft tätig und wurde 2008 Direktor des Öl- und Gasunternehmens Heritage Oil sowie des Briefmarkenhändlers Stanley Gibbons. Aus seiner 1966 geschlossenen Ehe mit Anne Jacqueline Huelin gingen zwei Söhne hervor.